# ハミルトン郡 (インディアナ州)
ハミルトン郡（Hamilton County）は、アメリカ合衆国インディアナ州にある郡である。人口は34万7467人（2020年）。郡庁所在地はノーブルズビル、郡最大の都市はカーメルである。インディアナポリス都市圏に含まれる。
1990年代以降、郡南部の4都市（カーメル、フィッシャーズ、ノーブルズビル、ウェストフィールド）はインディアナポリスの郊外都市として高い成長を遂げた。

## 地理
アメリカ合衆国統計局によると、この郡は総面積1,043 km2 (403 mi2) である。このうち1,031 km2 (398 mi2) が陸地で12 km2 (5 mi2) が水地域である。総面積の1.19%が水地域となっている。

### 主要高速道路
- 州間高速道路69号線
- 州間高速道路465号線
- アメリカ国道31号線
- アメリカ国道421号線

### 隣接する郡
- ティプトン郡 (北)
- マディソン郡 (東)
- ハンコック郡 (南東)
- マリオン郡 (南)
- ブーン郡 (西)
- クリントン郡 (北西)

## 人口動勢
2000年国勢調査で、この郡は人口182,740人、65,933世帯、及び50,834家族が暮らしている。人口密度は177/km2 (459/mi2) である。67/km2 (175/mi2) の平均的な密度に69,478軒の住居が建っている。この郡の人種的構成は白人94.38%、アフリカン・アメリカン1.54%、先住民0.17%、アジア2.44%、太平洋諸島系0.04%、その他の人種0.54%、及び混血0.90%である。人口の1.59%がヒスパニックまたはラテン系である。
この郡内の住民は30.80%が18歳未満の未成年、18歳以上24歳以下が5.60%、25歳以上44歳以下が34.90%、45歳以上64歳以下が21.20%、及び65歳以上が7.50%にわたっている。中央値年齢は34歳である。女性100人ごとに対して男性は96.80人である。18歳以上の女性100人ごとに対して男性は93.50人である。
この郡の世帯ごとの平均的な収入は71,026米ドルであり、家族ごとの平均的な収入は80,239米ドルである。男性は56,638米ドルに対して女性は34,807米ドルの平均的な収入がある。この郡の一人当たりの収入 (per capita income) は33,109米ドルである。人口の2.90%及び家族の2.00%は貧困線以下である。全人口のうち18歳未満の2.80%及び65歳以上の3.80%は貧困線以下の生活を送っている。

## 法人化された自治体

### 都市
- カーメル
- フィッシャーズ
- ノーブルズビル
- ウェストフィールド

### 町
- アーケイディア
- アトランタ
- シセロ
- シェリダン